# Filipowice (Proszowice)
Filipowice [pronunciación en polaco: /filipɔˈvit͡sɛ/] es un pueblo en el distrito administrativo de Gmina Koszyce, dentro del Distrito de Proszowice, Voivodato de Pequeña Polonia, en el sur de Polonia. Se encuentra aproximadamente 3 kilómetros al noreste de Koszyce, 22 kilómetros al este de Proszowice, y 50 kilómetros al este de la capital regional, Kraków.
El pueblo tiene una población de 141 habitantes.